# Greeniopsis sibuyanensis
Greeniopsis sibuyanensis är en måreväxtart som beskrevs av Adolph Daniel Edward Elmer. Greeniopsis sibuyanensis ingår i släktet Greeniopsis och familjen måreväxter. Inga underarter finns listade i Catalogue of Life.